# 베레초우이펄루구

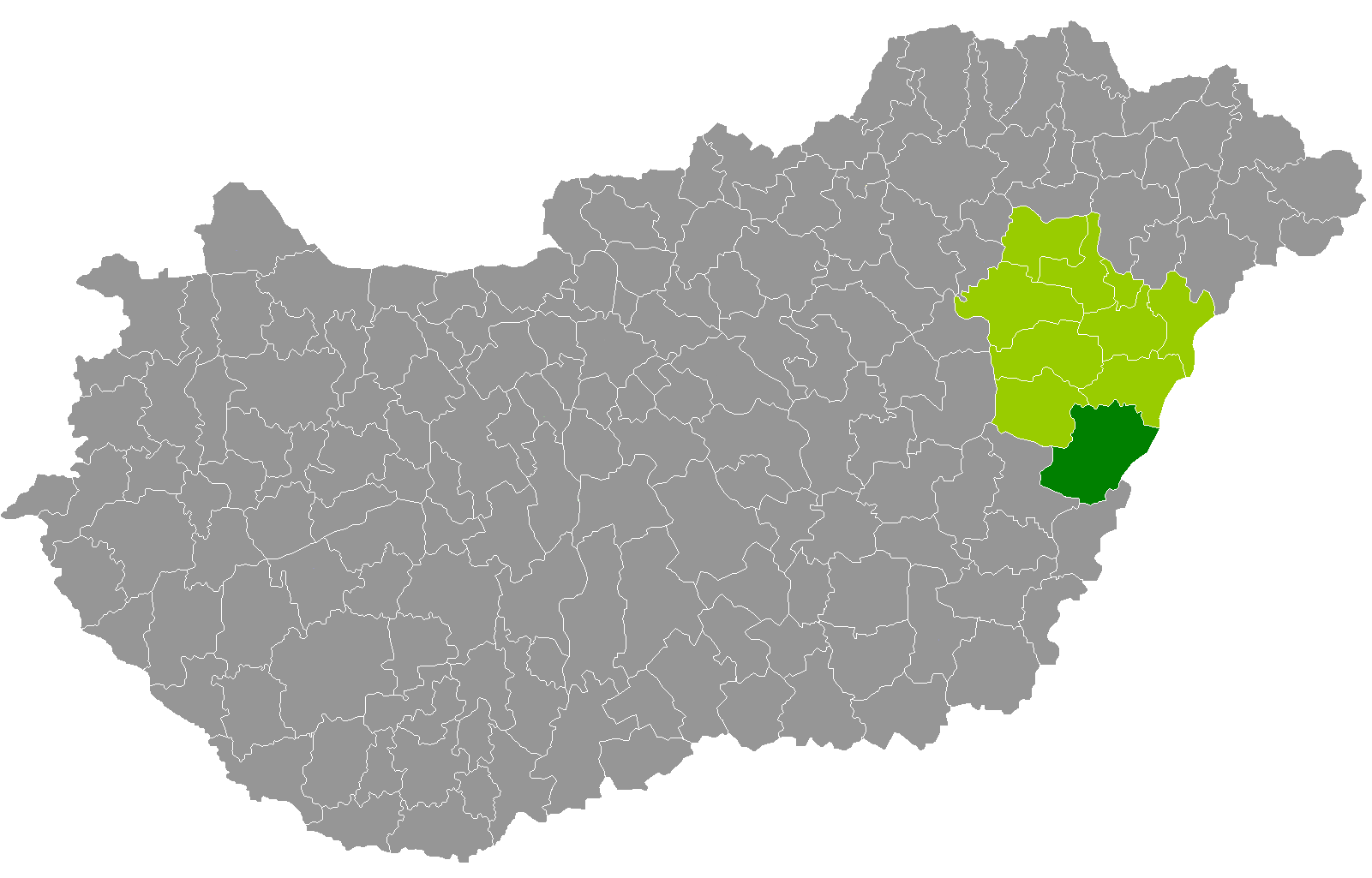
허이두비허르주 지도에 표시된 베레초우이펄루구의 위치

베레초우이펄루구(헝가리어: Berettyóújfalui járás)는 헝가리 허이두비허르주에 위치한 구로 구청 소재지는 베레초우이펄루이며 면적은 1,073.90km2, 인구는 44,995명(2011년 기준), 인구 밀도는 42명/km2이다.
남쪽으로는 베케시주 셔르커드구, 서쪽으로는 퓌슈푀클러다니구, 베케시주 세그헐롬구, 북쪽으로는 데레치케구와 접하며 동쪽으로는 루마니아와 국경을 접한다. 25개 지방 자치체(3개 시, 22개 마을)를 관할한다.

구 문장